# Torymus argei
Torymus argei är en stekelart som beskrevs av Boucek 1994. Torymus argei ingår i släktet Torymus och familjen gallglanssteklar. Inga underarter finns listade i Catalogue of Life.